# Una parigina a Roma
Una parigina a Roma è un film del 1954 diretto da Erich Kobler.

## Trama
Riccardo è un talentuoso pianista di origine austriaca trasferitosi a Roma per studiare al conservatorio. Nella città italiana, durante una caccia al tesoro organizzata dall'alta borghesia romana, conosce Fiorella. Tra i due nasce l'amore e si fidanzano, nonostante l'astio del padre di Fiorella verso gli artisti e i musicisti. Una notte, però, mentre Riccardo si sta esercitando al pianoforte per un'importante audizione, incontra Germaine, una seducente ragazza francese con la quale trascorre una notte d'amore.
La mattina dopo Fiorella va al conservatorio per ascoltare l'audizione, ma scopre che Riccardo non si è presentato. Insieme al maestro di musica di Riccardo, Fiorella va a casa del fidanzato e trova la polizia. Questa informa i due che il ragazzo è stato incarcerato perché sospettato di aver rubato una spilla di diamanti di una turista francese. 
Fiorella, arrabbiata, se ne va. 
In prigione, intanto, Riccardo incontra Alberto, un manager di concerti appassionato di poesia e amico di Fiorella.
Il giorno dopo nell'hotel della ragazza francese viene ritrovata la spilla e Riccardo viene scarcerato. 
Dopo aver fatto pace con Fiorella, questa gli presenta Alberto che, uscito di prigione e tornato a lavorare, lo aiuta a sfondare nel mondo dei concerti anche con goffi metodi. Il grandissimo successo di Riccardo a Roma lo porta a fare una tournée per l'Europa con un noto direttore d'orchestra e, come ultima tappa, arriva a Parigi.
Nella capitale francese incontra di nuovo, però, Germaine con cui trascorre nuovamente un periodo di amoreggiamenti. 
Fiorella, rimasta a Roma, viene a sapere della tresca grazie ad una foto scattata da un paparazzo. 
Il maestro di musica di Riccardo, intanto diventato amico di Fiorella, decide di andare a Parigi per comunicare a Riccardo che i suoi pezzi pianistici saranno eseguiti a Roma per la prima volta in pubblico. 
Riccardo, desideroso di essere lui stesso a eseguirli, decide di tornare a Roma e Germaine, innamorata di lui ma meno interessata alla sua bravura musicale, decide di seguirlo in Italia.
Poco prima dell'arrivo della coppia, Fiorella decide di fare ingelosire Riccardo fingendo di essersi fidanzata con Alberto che, però, all'arrivo della coppia da Parigi, rischia di far saltare tutto iniziando a corteggiare la ragazza francese.
Riccardo, a pochi giorni dalla prima esecuzione del suo concerto, non riesce a smettere di pensare a Fiorella. 
La sera del concerto, le due coppie (Alberto con Fiorella e Riccardo con Germaine) si trovano a casa di Fiorella per festeggiare l'imminente concerto. Qui, però, il finto amore di Fiorella  mostra le sue debolezze e Alberto corteggia a più riprese Germaine.
Riccardo, seccato, si avvia al concerto lasciando le ragazze e Alberto al bar. Germaine capisce il gioco di Fiorella e, consapevole del suo grande amore ricambiato da Riccardo, decide di farsi da parte donandole il suo biglietto del concerto. 
Fiorella la saluta e corre al concerto andando a sedersi al posto della ragazza francese dove assistite alla bravura di Riccardo insieme al maestro di musica. Alberto, poco dopo, vede andarsene Germaine con l'aereo rimanendo a bocca asciutta.
Il concerto, intanto, è un successo. Riccardo, uscito dalla sala, corre verso le scale che portano alla platea. Qua incontra Fiorella e i due si scambiano un bacio appassionato allontanando così ogni finta relazione e ogni inganno.